# Écorches
Écorches é uma comuna francesa na região administrativa da Normandia, no departamento Orne. Estende-se por uma área de 9,87 km². Em 2010 a comuna tinha 94 habitantes (densidade: 9,5 hab./km²).